# Правда (новине из Србије)
Правда је била дневна таблоидна новина која је излазила у Београду.

## Власништво
Правду је објавила Правда прес, друштво са ограниченом одговорношћу у чијем власништву се наводе Немања Стефановић (48%), Југослав Петковић (47%) и Никола Петровић (5%). Брат Немање Стефановића је Небојша Стефановић, функционер Српске радикалне странке (СРС), а касније и функционер Српске напредне странке (СНС).

## Историја
Први број Правде изашао је 5. марта 2007., отприлике шест недеља након парламентарних избора у Србији 2007. године, на којима је тада била најпопуларнија политичка странка у Србији, Српска радикална странка (СРС) коју је предводио Војислав Шешељ који је оптуженичку клупу у Хагу од 2003. године, поново освојио највише места (81 од 250). Ипак, упркос још једном импресивном изборном резултату, СРС је имала проблема са формирањем владе јер се суочила са ситуацијом у којој ниједна друга странка није желела да уђе у коалицију са њима. За неколико дана од премијерног издања, главни и одговорни уредник постао је новинар Предраг Поповић, који је раније уређивао Национал . Поповић ће касније открити да га је ангажовао Александар Вучић, тадашњи високи функционер СРС.
Правда је у српском контексту усвојила уређивачку политику против естаблишмента и критиковала је српску владајућу коалицију формирану око политике кохабитације између премијера Војислава Коштунице из Демократске странке Србије (ДСС) и председника републике Бориса Тадића из Демократске странке Србије. Демократска странка (ДС). Лист је углавном заступао десничарске политичке ставове и промовисао политичку агенду СРС. Правда је изазвала мању полемику у Србији када је у новембру 2007. почела да објављује нередовне колумне Мире Марковић, супруге покојног председника Србије и Југославије Слободана Милошевића и сама бегунца од српског правосудног система.
Најављено је да је издање листа од 1. јуна 2012. његово последње када су новине престале. Прешао је на потпуно дигитални онлајн формат.

## Реакције
Правда се често цитира, укључујући Предрага Поповића, њеног некадашњег главног и одговорног уредника, да је била публикација коју контролише Александар Вучић и која је скројена за његове личне дневно-политичке потребе, Када је дневник добио покренут у марту 2007, Вучић је био високорангирани члан Српске радикалне странке (СРС), опозиционе странке чији је лидер Војислав Шешељ био у притвору у Хагу, чекајући суђење, од фебруара 2003. године.
У интервјуу из новембра 2014. године, након привременог пуштања из притвора, Војислав Шешељ је поменуо да су корени Вучићеве свађе са српским бизнисменом Мирославом Мишковићем и каснијим прогоном и затварањем тајкуна  у њиховим ранијим пословима око Правде :
„Према мојим сазнањима, Вучић је у неколико наврата тражио од Мишковића новац за Правду, али је сваки пут био одбијен. Мишковић је резоновао да је већ отплатити Томислава Николића великим сумама новца више него довољно па је закључио зашто сада плаћати и Вучића. Вучић то никада није заборавио и чим је приграбио власт у Србији одлучио је да се освети Мишковићу“ .